# Uthman ibn Abi-Nissa al-Khathamí
Uthman ibn Abi-Nissa al-Khathamí (àrab: عثمان بن أبي نسعة الخثعمي, ʿUṯmān b. Abī Nisʿa al-Ḫaṯʿamī) fou valí de l'Àndalus (728-729). Va succeir en el càrrec de valí a Hudhayfa al-Qaysí el novembre de 728. L'abril de 729 va ser substituït per Al-Hàytham ibn Ubayd al-Kinaní.